# Résident général de France au Maroc
Le résident général de France au Maroc, officiellement nommé commissaire résident général, est le représentant officiel du gouvernement français à Rabat durant le protectorat français au Maroc (1912-1956).
Ses attributions et pouvoirs furent fixés par décret du 11 juin 1912 du président de la République française, paru dans le premier numéro du bulletin officiel du royaume du Maroc.
Pendant 44 ans, de Lyautey à Dubois (qui devint le premier ambassadeur de France au Maroc indépendant), 14 résidents généraux se sont succédé.

## Liste des résidents généraux
1. Général (puis maréchal à partir de 1921[3]) Hubert Lyautey : 28 avril 1912[4] - octobre 1925, avec une interruption de décembre 1916 à mars 1917 (pendant laquelle l'intérim fut assuré par le général Henri Gouraud)[5].
2. Théodore Steeg : octobre 1925 - janvier 1929[5].
3. Lucien Saint : janvier 1929 - août 1933[5].
4. Henri Ponsot : août 1933 - mars 1936[5].
5. Marcel Peyrouton : 21 mars 1936 - 25 septembre 1936[6],[5],[7].
6. Général Charles Noguès : septembre 1936 - juin 1943[5].
7. Gabriel Puaux : juin 1943 - mars 1946[5].
8. Eirik Labonne : mars 1946 - mai 1947[5].
9. Général Alphonse Juin : mai 1947 - juillet 1951[5].
10. Général Augustin Guillaume : juillet 1951 - juin 1954[5].
11. Francis Lacoste[8] : juin 1954 - juin 1955[5].
12. Gilbert Grandval : juin 1955 - août 1955 [5].
13. Général Pierre Boyer de Latour : août 1955 - novembre 1955[5].
14. André-Louis Dubois : novembre 1955 - mars 1956[2].